# Gonez
Gonez település Franciaországban, Hautes-Pyrénées megyében. Lakosainak száma 29 fő (2022. január 1.). Gonez Coussan, Goudon, Laslades, Moulédous és Sinzos községekkel határos.

## Népesség
A település népességének változása:
| Lakosok száma | 31   | 29   | 28   | 28   | 27   | 28   | 29   | 29   |
|               | 2013 | 2015 | 2017 | 2018 | 2019 | 2020 | 2021 | 2022 |